# Eugoa dissozona
Eugoa dissozona là một loài bướm đêm thuộc phân họ Arctiinae, họ Erebidae.